# اوشن مونارچ (کرجی)
اوشن مونارچ (کرجی) (به انگلیسی: Ocean Monarch (barque)) یک کشتی بود که طول آن ۱۷۹ فوت (۵۵ متر) بود. این کشتی در سال ۱۸۴۷ ساخته شد.